# Brachanthemum
Brachanthemum, biljni rod iz porodice glavočika smješten u podtribus Artemisiinae. Postoji nekoliko vrsta, polugrmovi koji rastu po umjerenoj Aziji, od Kaspijskog jezera, na istok do Kine

## Vrste
1. Brachanthemum baranovii (Krasch. & Poljakov) Krasch.
2. Brachanthemum fruticulosum DC.
3. Brachanthemum gobicum Krasch.
4. Brachanthemum kasakhorum Krasch.
5. Brachanthemum kirghisorum Krasch.
6. Brachanthemum mongolicum Krasch.
7. Brachanthemum mongolorum Grubov
8. Brachanthemum pulvinatum (Hand.-Mazz.) C.Shih
9. Brachanthemum titovii Krasch.

|  | Zajednički poslužitelj ima još gradiva o temi Brachanthemum |
|  | Wikivrste imaju podatke o taksonu Brachanthemum             |